# 奧珀丘尼蒂 (蒙大拿州)
奧珀丘尼蒂（英語：Oppotunity）是位於美國蒙大拿州鹿棧縣的非建制地區。

## 地理
奧珀丘尼蒂所處的海拔為高於海平面1516米（即4974英呎），而該地所採用的時區為UTC-6，即北美山地時區（MST）。同時該地設有夏令時間，為UTC-7調快一小時，即UTC-6（MDT）。